# Lista celor mai mari biserici ortodoxe din lume

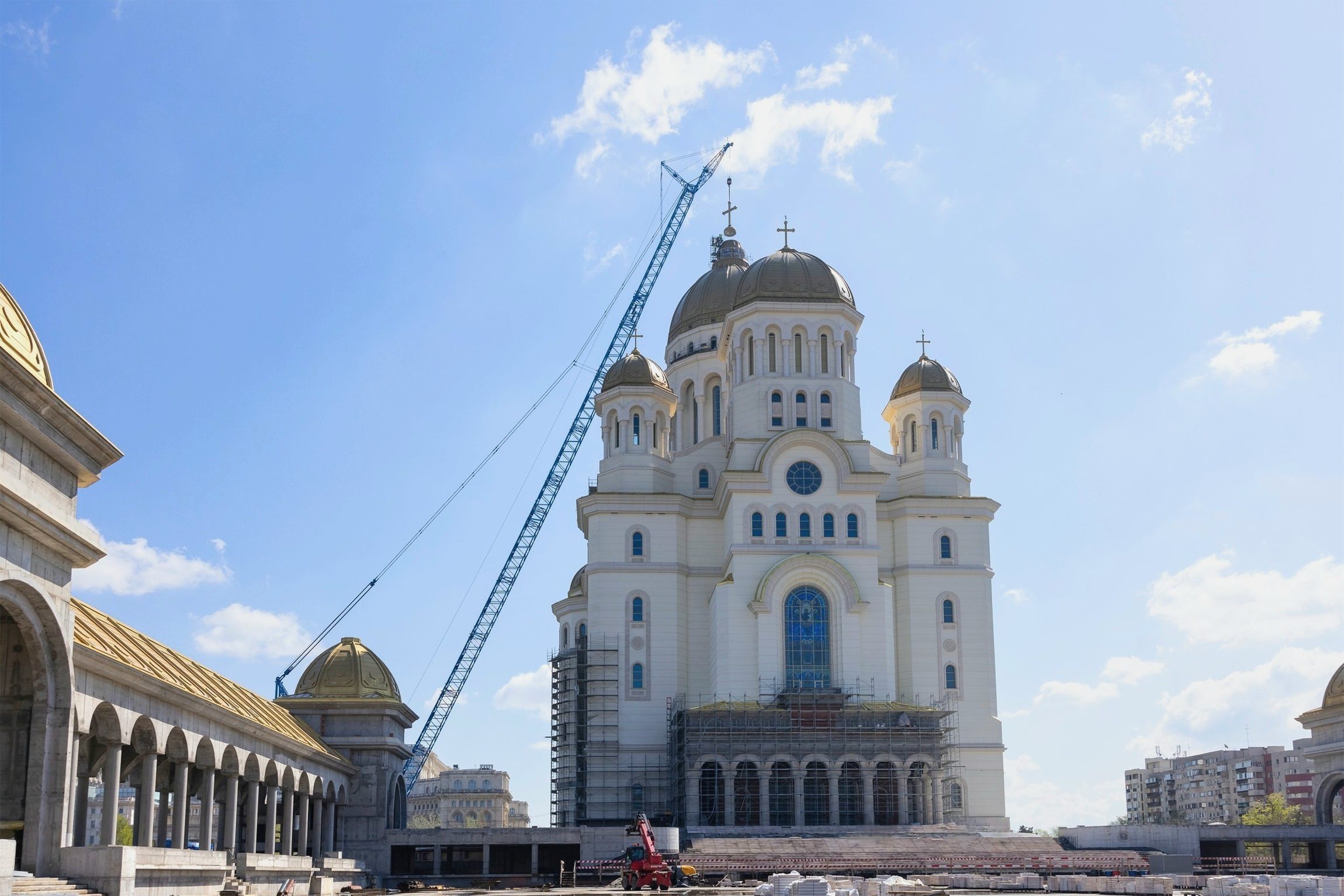
Catedrala Mântuirii Neamului, cea mai mare biserică ortodoxă din lume, încă nefinalizată. La, o cruce aurită de înălțime a fost montată pe turla principală

Lista celor mai mari biserici ortodoxe din lume clasează bisericile ortodoxe în funcție de suprafața interioară și/sau capacitate (numărul de locuri).
Lista include edificiile existente dedicate cultului creștin ortodox. Sunt incluse catedrale (sediul unui episcop) și biserici ortodoxe, dar nu sunt incluse bisericile altor curente creștine, respectiv cele catolice sau protestante. Excepție face Hagia Sofia, care, deși funcționează în prezent ca moschee, a fost construită pentru a servi drept catedrală a Patriarhiei Ecumenice de Constantinopol.
Catedrala Mântuirii Neamului din București este cea mai înaltă (127 m), cea mai lungă (126 m) și cea mai mare ca suprafață (13.668,5 m2) și volum (478.857 m3) biserică ortodoxă din lume, adăpostind un mozaic liturgic de c. 17.800 m2, cel mai mare din lume.

## Lista celor mai mari biserici ortodoxe din lume
| Imagine | Nume | Suprafață                               | Suprafață | Volum   | Capacitate   | An          | Oraș                        | Țară                | Biserică                               | Observații | Note                       |
| Imagine | Nume | interior                                | exterior  | Volum   | Capacitate   | An          | Oraș                        | Țară                | Biserică                               | Observații | Note                       |
| Imagine | Nume | m2                                      | m2        | m3      | Capacitate   | An          | Oraș                        | Țară                | Biserică                               | Observații | Note                       |
|         | |                                         |           |         |              |             |                             |                     |                                        | |                            |
| ------- | --- | --------------------------------------- | --------- | ------- | ------------ | ----------- | --------------------------- | ------------------- | -------------------------------------- | --- | -------------------------- |
|         | Catedrala Mântuirii Neamului | 8.400                                   | 13.668,55 | 478.857 | 7.000        | 2010 – 2025 | București                   | România             | Biserica Ortodoxă Română               | Cea mai înaltă (127 m), cea mai lungă (126 m) și cea mai mare ca suprafață (13.668,5 m2) și volum (478.857 m3) biserică ortodoxă din lume, adăpostește un mozaic liturgic de c. 17.800 m2, cel mai mare din lume                                                             | [ 1 ] [ 2 ]                |
|         | Hagia Sophia (în greacă Αγία Σοφία, transliterat: Hagía Sophía, în turcă Ayasofya) | 7.960                                   |           | 255.800 |              | 532 – 537   | Istanbul                    | Turcia              | Patriarhia Ecumenică de Constantinopol | Construită pentru a servi drept catedrală a Patriarhiei Ecumenice de Constantinopol, ulterior convertită în moschee, cea mai mare catedrală din lume pentru aproape o mie de ani                                                                                             | [ 3 ] [ S 1 ]              |
|         | Catedrala Sfântul Isaac (în rusă Исаакиевский собор, transliterat: Isaakievski sobor) | 4.000                                   | 7.418     | 260.000 | 12.000       | 1818 – 1858 | Sankt Petersburg            | Rusia               | Biserica Ortodoxă Rusă                 | Fostă catedrală, transformată de guvernul sovietic în muzeu în 1931 | [ 4 ] [ S 2 ]              |
|         | Catedrala Kazan din Sankt Petersburg [în rusă Казанский собор (Санкт-Петербург), transliterat: Kazanski sobor (Sankt-Peterburg)]                                                                             | 4.000                                   |           |         | 6.000        | 1811        | Sankt Petersburg            | Rusia               | Biserica Ortodoxă Rusă                 | Găzduiește mormântul feldmareșalului țarist Mihail Kutuzov, în 1932 a fost transformată în Muzeul de Istorie a Religiei și Ateismului | [ 5 ]                      |
|         | Catedrala „Hristos Mântuitorul” din Moscova (în rusă Храм Христа Спасителя, transliterat: Hram Hrista Spasitelea)                                                                                            | 3.980                                   | 6.829,3   | 101.992 | 9.500        | 1839 – 1883 | Moscova                     | Rusia               | Biserica Ortodoxă Rusă                 | Reconstruită între 1995 și 2000 | [ S 3 ]                    |
|         | Catedrala Sfântul Sava din Belgrad (în sârbă Храм Светог Саве у Београду, cu alfabetul latin: Hram Svetog Save u Beogradu)                                                                                   | 3.650                                   | 4.830     | 170.000 | 6.300-10.000 | 1935 – 2004 | Belgrad                     | Serbia              | Biserica Ortodoxă Sârbă                | Cea mai mare biserică din Balcani, în perioada celui de-al Doilea Război Mondial, clădirea incompletă a fost folosită ca depozit de armata germană și de partizanii iugoslavi                                                                                                | [ 6 ] [ S 4 ]              |
|         | Catedrala Sfânta Treime din Izmailovsky [în rusă Троице-Измайловский собор, transliterat: Troițe-Izmailovski sobor]                                                                                          | 3.500                                   |           |         | 3.000        | 1835        | Sankt Petersburg            | Rusia               | Biserica Ortodoxă Rusă                 | Grav avariată în urma unui incendiu în 2006, a fost restaurată și redeschisă în 2017 | [ 7 ]                      |
|         | Catedrala Alexandr Nevski din Sofia (în bulgară Свети Александър Невски, transliterat: Sveti Aleksandăr Nevski)                                                                                              | 3.170                                   |           | 86.000  | 5.000        | 1882 – 1912 | Sofia                       | Bulgaria            | Biserica Ortodoxă Bulgară              | Cea mai mare catedrală din Balcani, găzduiește o secție a Muzeului Național de Artă din Bulgaria | [ 8 ] [ 9 ] [ 10 ] [ S 5 ] |
|         | Catedrala Schimbarea la Față din Odesa [în ucraineană Спасо-Преображенський кафедральний собор (Одеса), transliterat: Spaso-Preobrajenskîi kafedralnîi sobor (Odesa)]                                        | 3.100                                   |           |         | 9.000        | 1837, 2003  | Odesa                       | Ucraina             | Biserica Ortodoxă Rusă                 | Grav avariată în urma unui atac rusesc cu rachete la 23 iulie 2023 | [ 11 ]                     |
|         | Catedrala Sfânta Treime din Tbilisi (Tsminda Sameba) (în georgiană თბილისის წმინდა სამების საკათედრო ტაძარი, transliterat: Tbilisis tsminda samebis sakatedro tadzari)                                       | 3.000                                   |           | 137.000 | 10.000       | 1995 – 2004 | Tbilisi                     | Georgia             | Biserica Ortodoxă Georgiană            | Principala catedrală ortodoxă din Georgia, celebrează cea de-a 1500-a aniversare a Bisericii Ortodoxe Georgiene | [ 12 ] [ 13 ]              |
|         | Mănăstirea Smolnîi (în rusă Смольный монастырь, transliterat: Smolnîi monastîr) | 3.000                                   |           |         | 6.000        | 1764        | Sankt Petersburg            | Rusia               | Biserica Ortodoxă Rusă                 | Construită pentru a o găzdui pe Elisabeta, fiica țarului Petru cel Mare, in perioada când i s-a refuzat succesiunea la tron | [ 14 ] [ S 6 ]             |
|         | Catedrala Navală Sfântul Nicolae din Kronstadt [în rusă Морской Никольский собор (Кронштадт), transliterat: Morskoi Nikolski sobor (Kronștadt)]                                                              | 3.000                                   |           |         | 5.000        | 1913        | Kronstadt                   | Rusia               | Biserica Ortodoxă Rusă                 | Catedrala a fost proiectată foarte înaltă pentru a servi drept punct de reper pentru cei de pe mare | [ 15 ] [ S 7 ]             |
|         | Catedrala Înălțării din Novocherkassk [în rusă Вознесенский собор (Новочеркасск), transliterat: Voznesenski sobor (Novocerkassk)]                                                                            | 2.988                                   |           | 135.000 | 5.000        | 1904        | Novocherkassk               | Rusia               | Biserica Ortodoxă Rusă                 | Una dintre cele două catedrale ale cazacilor de pe Don, găzduiește mormintele a mai multor atamani | [ 16 ]                     |
|         | Biserica Sfântul Pantelimon din Acharnanon (în greacă Άγιος Παντελεήμων Αχαρνών, transliterat: Ágios Panteleímon Acharnón)                                                                                   | 2.400                                   |           |         | 10.000       | 1930        | Atena                       | Grecia              | Biserica Ortodoxă Greacă               | Cea mai mare biserică din Grecia | [ 17 ]                     |
|         | Biserica Sfântul Andrei din Patras [în greacă Ιερός Ναός Αγίου Ανδρέα Πατρών, transliterat: Ierόs Naόs Agiou Andrea Patron]                                                                                  | 2.300                                   |           |         | 7.000        | 1908 – 1974 | Patras                      | Grecia              | Biserica Ortodoxă Greacă               | A doua cea mai mare biserică din Grecia, găzduiește moaștele Sfântului Andrei | [ 18 ] [ 19 ] [ S 8 ]      |
|         | Catedrala Sfânta Sofia din Kiev [în ucraineană Софійський собор (Київ), transliterat: Sofiiskîi sobor (Kîiiv)]                                                                                               | 2.276                                   |           |         |              | 1011        | Kiev                        | Ucraina             | Biserica Ortodoxă Ucraineană           | Transformată în muzeu, catedrala și complexul care o include au fost înscrise în Lista locațiilor din Patrimoniul Mondial UNESCO | [ S 9 ]                    |
|         | Biserica Sfântului Mormânt [în greacă Ναός της Αναστάσεως, transliterat: Naόs tis Anastaseos, în arabă كنيسة القيامة, transliterat: Kanisat alqiama]                                                         | Aprox. (info nu este sigur) 2.500-2.700 |           |         | 10.000       | 326         | Ierusalim                   | Israel/ · Palestina | Biserica Ortodoxă a Ierusalimului      | Găzduiește atât locul unde Isus Hristos a fost răstignit (Golgota), cât și locația mormântului gol al lui Isus Hristos, unde a fost înmormântat și a Înviat. | [ 20 ] [ S 10 ]            |
|         | Catedrala Sfânta Treime din Baia Mare | 2.100                                   | 4.250     |         | 5.000        | 1990 – 2025 | Baia Mare                   | România             | Biserica Ortodoxă Română               | Cea mai mare catedrală ortodoxă din Transilvania, încă nefinalizată | [ 21 ] [ 22 ]              |
|         | Catedrala Buna Vestire din Harkov [în ucraineană Свято-Благовіщенський кафедральний собор (Харків), transliterat: Sveato-Blahovișcenskîi kafedralnîi sobor (Harkiv)]                                         | 2.000                                   |           |         | 5.000        | 1901        | Harkov                      | Ucraina             | Biserica Ortodoxă Rusă                 | În 1997, un incendiu a afectat cupola și crucea clopotniței, în ianuarie 2024, catedrala a fost avariată de un atac cu rachete rusești, în timpul invaziei ruse în Ucraina                                                                                                   | [ 23 ] [ 24 ] [ S 11 ]     |
|         | Catedrala Înălțarea Domnului din Bacău | 2000                                    |           |         | 5.000        | 2018        | Bacău                       | România             | Biserica Ortodoxă Română               | Crucea principală, de 7 m înălțime, este cea mai mare din România, egală cu cea montată pe Catedrala Mântuirii Neamului | [ 25 ] [ 26 ]              |
|         | Catedrala Învierea lui Hristos din Tirana (în albaneză Katedralja Ngjallja e Krishtit, Tiranë) | 1.772                                   |           |         | 5.000        | 2014        | Tirana                      | Albania             | Biserica Ortodoxă Albaneză             | Deschisă oficial pe 24 iunie 2012, pentru a sărbători cea de-a 20-a aniversare a renașterii Bisericii Ortodoxe Albaneze și alegerea Arhiepiscopului Anastasios Janullatos | [ 27 ]                     |
|         | Catedrala Mitropolitană din Timișoara | 1.700                                   |           | 50.000  | 5.000        | 1940        | Timișoara                   | România             | Biserica Ortodoxă Română               | A doua cea mai înaltă biserică din România (90,5 m), situată în zona centrală a orașului Timișoara | [ 28 ] [ 29 ] [ S 12 ]     |
|         | Catedrala Sfânta Treime din Arad | 1600                                    |           |         |              | 2008        | Arad                        | România             | Biserică Ortodoxă Română               | Edificiul adăpostește, de asemenea, o parte din moaștele Sfântului Ioan Gură de Aur. |                            |
|         | Catedrala Alexandr Nevsky din Tallinn (în estonă Aleksander Nevski katedraal) | 1.450                                   |           |         | 4.000        | 1900        | Tallinn                     | Estonia             | Biserica Ortodoxă Rusă                 | Catedrală a Bisericii Ortodoxe Estone, sub autoritatea Bisericii Ortodoxe Ruse și construită în perioada Imperiului Țarist, a fost de mai multe ori propusă pentru demolare, întâi în perioada anilor 1920-1930, dar și după 2022, ca răspuns la invazia rusească în Ucraina | [ 30 ] [ S 13 ]            |
|         | Catedrala Mitropolitană din Iași | 1.400                                   |           |         | 3.000        | 1887        | Iași                        | România             | Biserica Ortodoxă Română               | Adăpostește racla cu moaștele Cuvioasei Parascheva, ocrotitoarea Moldovei, pictura interioară i se datorează în cea mai mare parte lui Gheorghe Tattarescu | [ 31 ]                     |
|         | Catedrala Sfântul Mina din Heraklion (în greacă Μητροπολιτικός Ναός Αγίου Μηνά, transliterat: Mitropolitikόs Naόs Agiou Mina)                                                                                | 1.350                                   |           |         | 3.000        | 1895        | Heraklion                   | Grecia              | Biserica Ortodoxă Greacă               | Dedicată Sfântului Mina, este cea mai mare biserică de pe insula Creta | [ S 14 ]                   |
|         | Catedrala Nasterea Domnului din Suceava | 1.300                                   |           |         |              | 2015        | Suceava                     | România             | Biserica Ortodoxă Română               | înălțime de peste 80 de metri, fiind al treilea cel mai înalt edificiu religios din România. |                            |
|         | Catedrala Înălțarea Domnului din Târgu Mureș | 1.175                                   |           |         |              | 1934        | Târgu Mureș                 | Romănia             | Biserica Ortodoxă Română               | |                            |
|         | Catedrala Episcopală Înălțarea Domnului din Zalau | 1.170                                   |           |         | 5.000        | 2000- 2013  | Zalau                       | Romănia             | Biserica Ortodoxă Română               | Catedrală cu pictura superbă. Clopot de 3.000 de Kilograme. |                            |
|         | Biserica Sfântul Marcu din Belgrad (în sârbă Црква Светог Марка у Београду, cu alfabetul latin: Crkva Svetog Marka u Beogradu)                                                                               | 1.150                                   |           |         | 3.000        | 1931 – 1940 | Belgrad                     | Serbia              | Biserica Ortodoxă Sârbă                | Cea mai mare biserică din Serbia până la finalizarea Catedralei Sfântul Sava din Belgrad în 2004 | [ S 15 ]                   |
|         | Catedrala Ortodoxă Boris și Gleb din Daugavpils (în letonă Daugavpils Borisa un Gļeba pareizticīgo katedrāle)                                                                                                | 1.100                                   |           |         | 3.000        | 1905        | Daugavpils                  | Letonia             | Biserica Ortodoxă Rusă                 | Cea mai mare dintre cele patru catedrale ortodoxe din Letonia (Riga, Daugavpils, Jelgava și Liepaja) | [ 32 ]                     |
|         | Catedrala Mitropolitană Sfânta Treime din Sibiu | 1.060                                   |           |         | 2.000        | 1906        | Sibiu                       | Romănia             | Biserica Ortodoxă Română               | Construită in stil Bizantin, fiind structural o copie la scală mica a Catedralei Hagia Sofia din Constantinopol. Pictată in frescă. |                            |
|         | Catedrala Mitropolitană Adormirea Maicii Domnului din Cluj | 1.000                                   |           |         |              | 1930        | Cluj                        | Romănia             | Biserica Ortodoxă Română               | |                            |
|         | Catedrala Poti (în georgiană ფოთის საკათედრო ტაძარი, transliterat: Pot̕is sakat̕edro tajari) | 1.000                                   |           |         | 3.000        | 1906        | Poti                        | Georgia             | Biserica Ortodoxă Georgiană            | Construcție inspirată de Hagia Sofia, a fost printre primele biserici din lume construite din beton armat |                            |
|         | Catedrala Uspenski din Helsinki (în finlandeză Uspenskin katedraali) | 1.000                                   |           |         |              | 1868        | Helsinki                    | Finlanda            | Biserica Ortodoxă Finlandeză           | Cea mai mare biserică ortodoxă din Europa de Nord și de Vest |                            |
|         | Catedrala Sfântul Mihail din Cerkasî [în ucraineană Свято-Михайлівський кафедральний собор (Черкаси), transliterat: Sveato-Mîhailivskîi kafedralnîi sobor (Cerkasî)]                                         | 9                                       |           |         | 12.000       | 2000        | Cerkasî                     | Ucraina             | Biserica Ortodoxă Ucraineană           | Cea mai mare biserică ortodoxă din Ucraina |                            |
|         | Mănăstirea Nikolo-Ugreshsky [în rusă Николо-Угрешский монастырь, transliterat: Nikolo-Ugreșski monastîr] | 7                                       |           |         | 7.000        | 1894        | Dzerjinski                  | Rusia               | Biserica Ortodoxă Rusă                 | Dedicată Sfântului Nicolae, este principala atracție turistică din Dzerjinski, o suburbie a Moscovei | [ S 16 ]                   |
|         | Biserica Nașterii Domnului din Kîștîm (în rusă Церковь Рождества Христова в Кыштыме, transliterat: Țerkov Rojdestva Hristova v Kîștîme)                                                                      | 6                                       |           |         | 6.875        | 1857        | Kîștîm, Regiunea Celeabinsk | Rusia               | Biserica Ortodoxă Rusă                 | | [ 33 ]                     |
|         | Catedrala Navală Sfântul Nicolae din Sankt Petersburg [în rusă Николо-Богоявленский морской собор, transliterat: Nikolo-Bogoiavlenski morskoi sobor]                                                         | 5                                       |           |         | 5.000        | 1753        | Sankt Petersburg            | Rusia               | Biserica Ortodoxă Rusă                 | Strâns asociată cu Marina Militară Rusă, a servit drept altar principal până la Revoluția Rusă din 1917 |                            |
|         | Catedrala Sfânta Sofia din orașul Pușkin [în rusă Софийский собор (Пушкин), transliterat: Sofiiski sobor (Pușkin)]                                                                                           | 4                                       |           |         | 5.000        | 1788        | Pușkin, Sankt Petersburg    | Rusia               | Biserica Ortodoxă Rusă                 | Construită la ordinul țarinei Ecaterina cea Mare, după modelul Hagia Sofia, ca o mărturie a planului său de eliberare a Constantinopolelui de sub otomani |                            |
|         | Catedrala Înălțarea Sfintei Cruci din Ujhorod [în ucraineană Кафедральний Хресто-Воздвиженський собор (Ужгород), transliterat: Kafedralnîi Hresto-Vozdvîjenskîi sobor (Ujhorod)]                             | 3                                       |           |         | 5.000        | 1990        | Ujhorod                     | Ucraina             | Biserica Ortodoxă Rusă                 | găzduiește un muzeu de icoane și cărți bisericești, în 2008 a fost percheziționată de ofițeri ai Serviciului de Securitate al Ucrainei care încercau să găsească dovezi ale activității separatiste                                                                          | [ S 17 ]                   |
|         | Biserica Ortodoxă Sârbă a Sfintei Schimbări la Față din Pančevo [în sârbă Српска православна црква Светог Преображења у Панчеву, cu alfabetul latin: Srpska pravoslavna crkva Svetog Preobraženja u Pančevu] | 1                                       |           |         |              | 1873 – 1878 | Pančevo                     | Serbia              | Biserica Ortodoxă Sârbă                | Turnul clopotniței a fost restaurat în 2003, în 1997 a fost declarată Bun cultural imobil de mare importanță |                            |